# Monte Formoso
Monte Formoso är en kommun i Brasilien.   Den ligger i delstaten Minas Gerais, i den sydöstra delen av landet, 700 km öster om huvudstaden Brasília. Antalet invånare är 4 664.
Omgivningarna runt Monte Formoso är huvudsakligen savann. Runt Monte Formoso är det glesbefolkat, med 11 invånare per kvadratkilometer.